# 丽江古城
26°52′47″N 100°13′37″E / 26.87972°N 100.22694°E

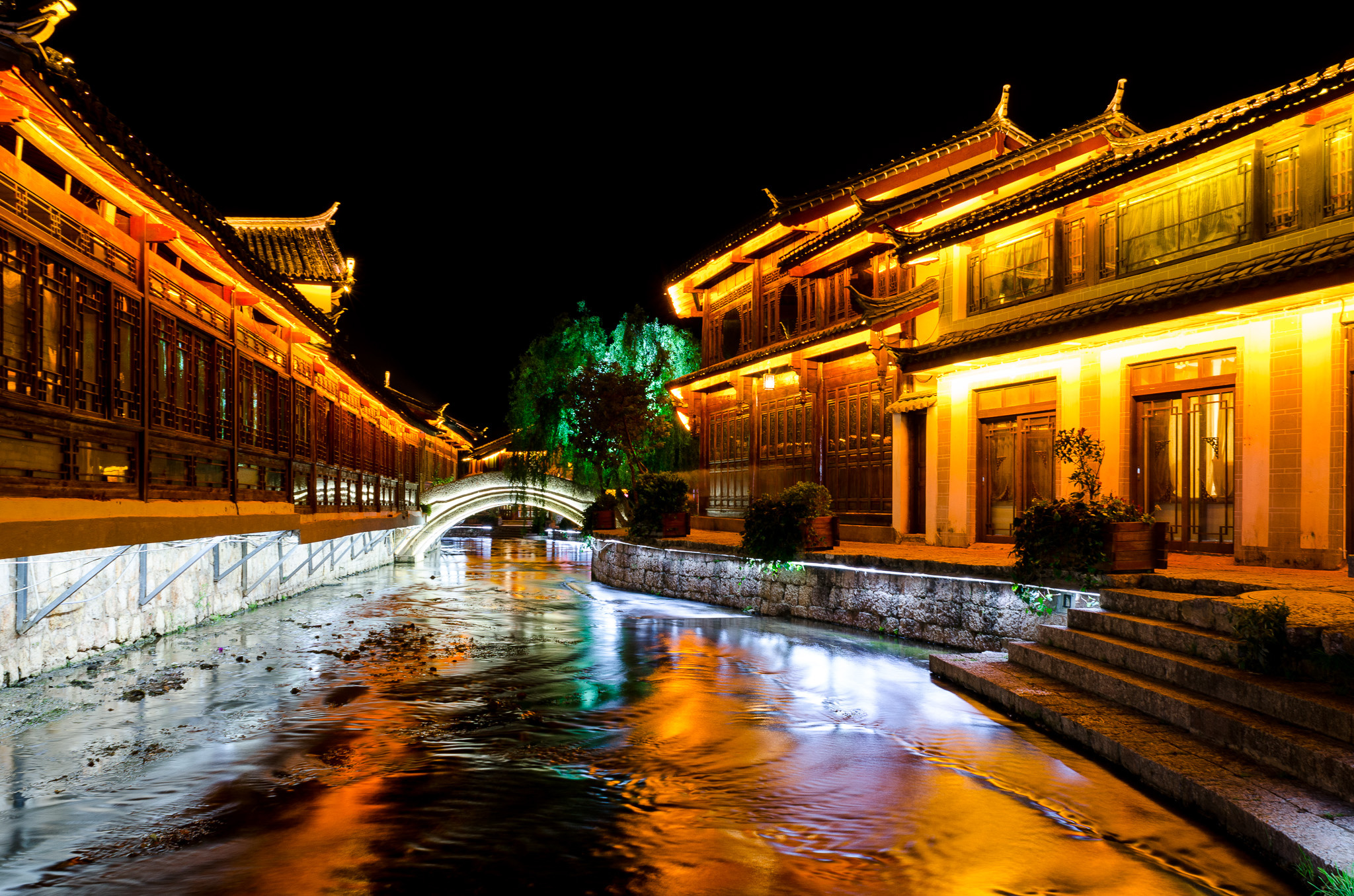
古城夜景

丽江古城（或称丽江古镇），位於中华人民共和国云南省麗江市古城區，1997年12月4日被联合国教科文组织列為世界文化遗产，並於2007年获亞太區文物古蹟保護獎。

## 概要
丽江古鎮又名大研镇，坐落在丽江坝中部。它是中国历史文化名城中唯一没有城墙的古鎮，现代流传的一种说法是因为丽江土司（世袭统治者）姓木，筑城势必如木字加框而成“困”字之故，但这种说法没有任何历史依据，丽江古城是中国历史文化名城中唯一没有城墙的，但并不是历史上唯一没有城墙的古镇，根据乾隆年间《丽江府志略》记载，“丽江旧为土府无城”，雍正元年改土归流后曾筑土城。纳西族名称叫“巩本知”，“巩本”为仓廪，“知”即集市，可知丽江古鎮曾是仓廪集散之地。
古鎮位于县境的中部，地理坐标为东经100°14′，北纬26°52′。海拔2400余米。是一座风景秀丽，历史悠久和文化灿烂的名城，也是中国罕见的保存相当完好的少数民族古鎮。

## 历史
丽江古鎮始建于大理末元初，至今已有八百多年的历史。当时丽江木氏先祖将统治中心由白沙迁至现狮子山。西元1253年，蒙古军南征，木氏先祖阿宗阿良迎降。1254年，蒙古设三赕管民官。1277年，改丽江路通安州。1382年（明洪武十五年）通安州知州阿甲阿得归顺明朝，改设丽江军民府，赐阿甲阿得木姓，封世袭知府。
明末徐霞客的《滇游日记》曾写丽江古鎮中木氏土司宫邸“宫室之丽，拟于王者”。城区则“居庐骈集，萦城带谷”、“民房群落，瓦屋栉比”，可见当时丽江古鎮已有名。
丽江古鎮曾是明朝丽江军民府和清朝丽江府的府衙署所在地，明朝称「大研箱」(大研即大硯，因古城周圍群山環繞，流水縈迴，外型有如一方大硯)。清朝時改称「大研里」，在清咸豐年間(西元1860年左右)，古城大部分建築都毀於兵燹戰禍。民国以后改称「大研鎮」。
丽江古鎮，因为集中体现了纳西文化的精华，并完整地保留了大理、元以来形成的历史风貌，1986年2月被国务院列为国家历史文化名城。

## 世界遗产
1997年12月3日，联合国教科文组织世界遗产委员会一致通过，将丽江古鎮列入《世界遗产名录》。世界遗产丽江古城包括大研古镇（含黑龙潭）、白沙民居建筑群、束河民居建筑群三部分。

## 维护
2001年，丽江古城开始征收维护费。2007年，丽江市出台《丽江市丽江古城维护费征收办法》，对进入古城参观的游客收取每人80元的维护费。2017年费用调整至每人50元。2025年7月，丽江市人民政府发布《丽江古城维护费征收管理办法》，明确古城维护费的适用范围为丽江古城景区的核心区域，费用仍维持为50元人次，有效期延长至365天。游客未按规定办法缴纳的由古城保护管理机构责令缴纳。办法还明确八类人员可免缴维护费，对于随团游客则由旅行社代为收取，即维护费包含在报团费用内。

## 圖片

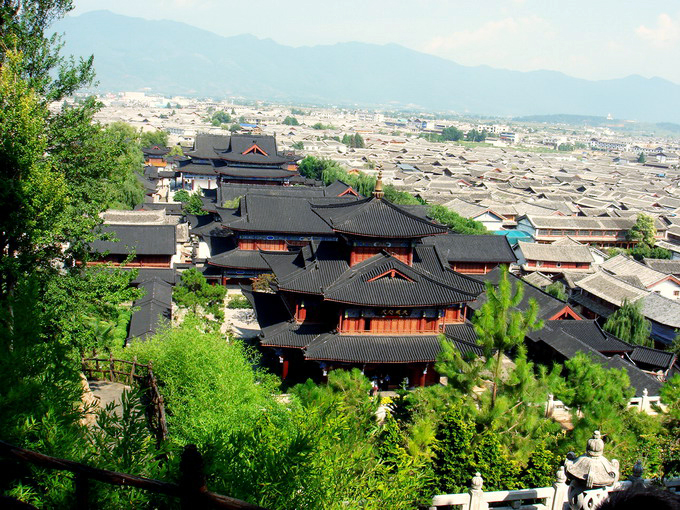
鳥瞰麗江古鎮
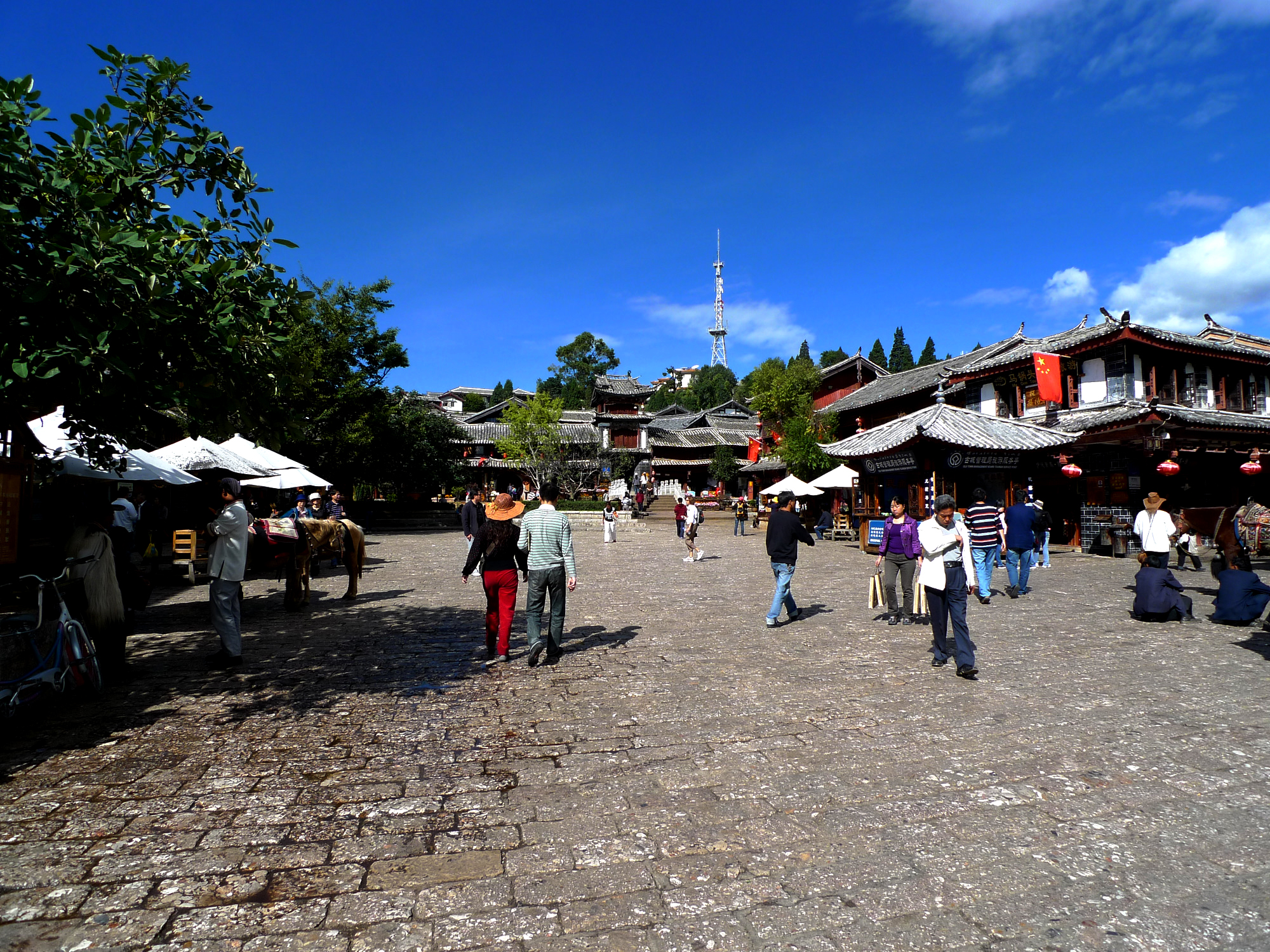
丽江四方街
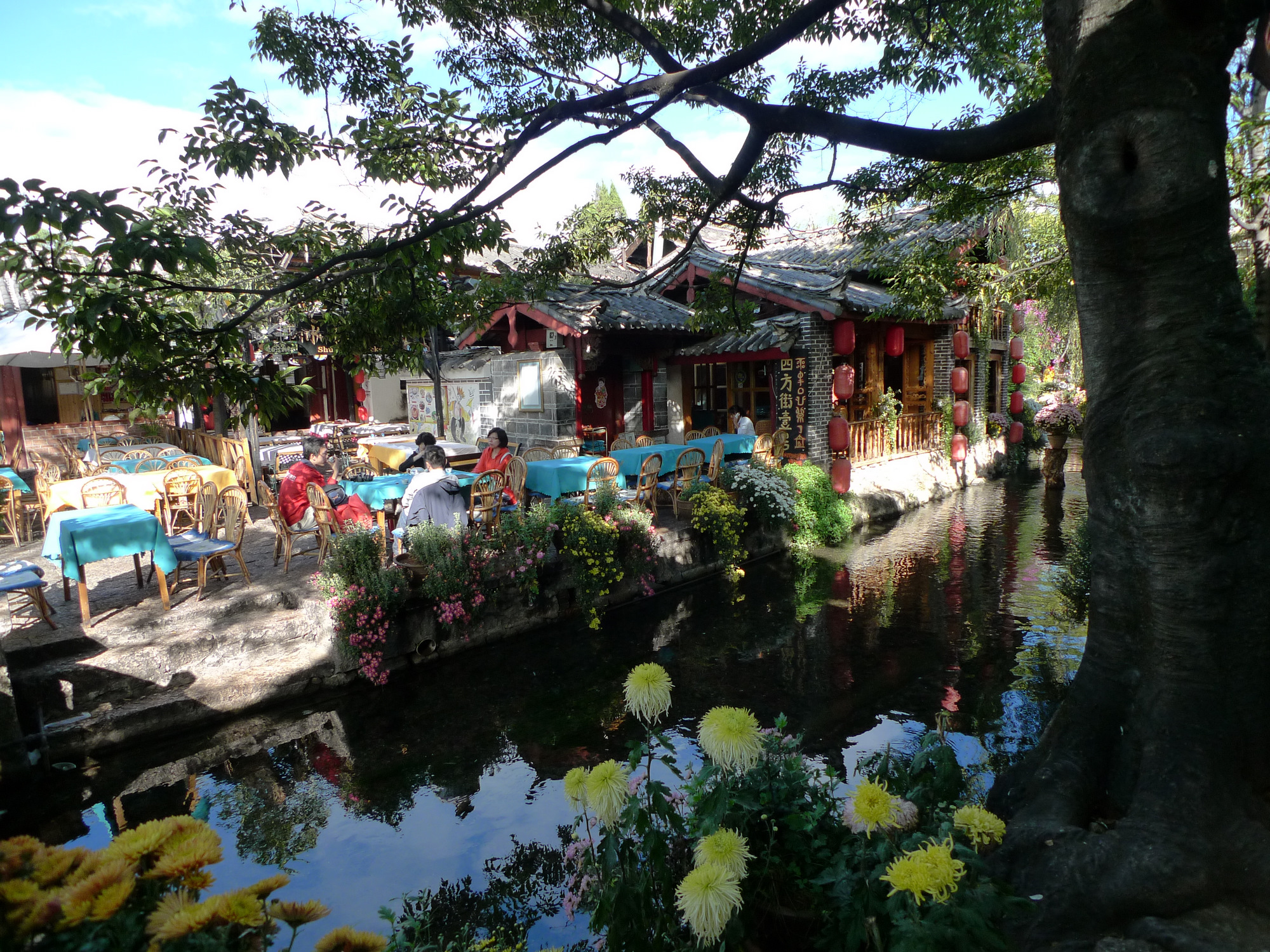
四方街一号
麗江古城內的店鋪
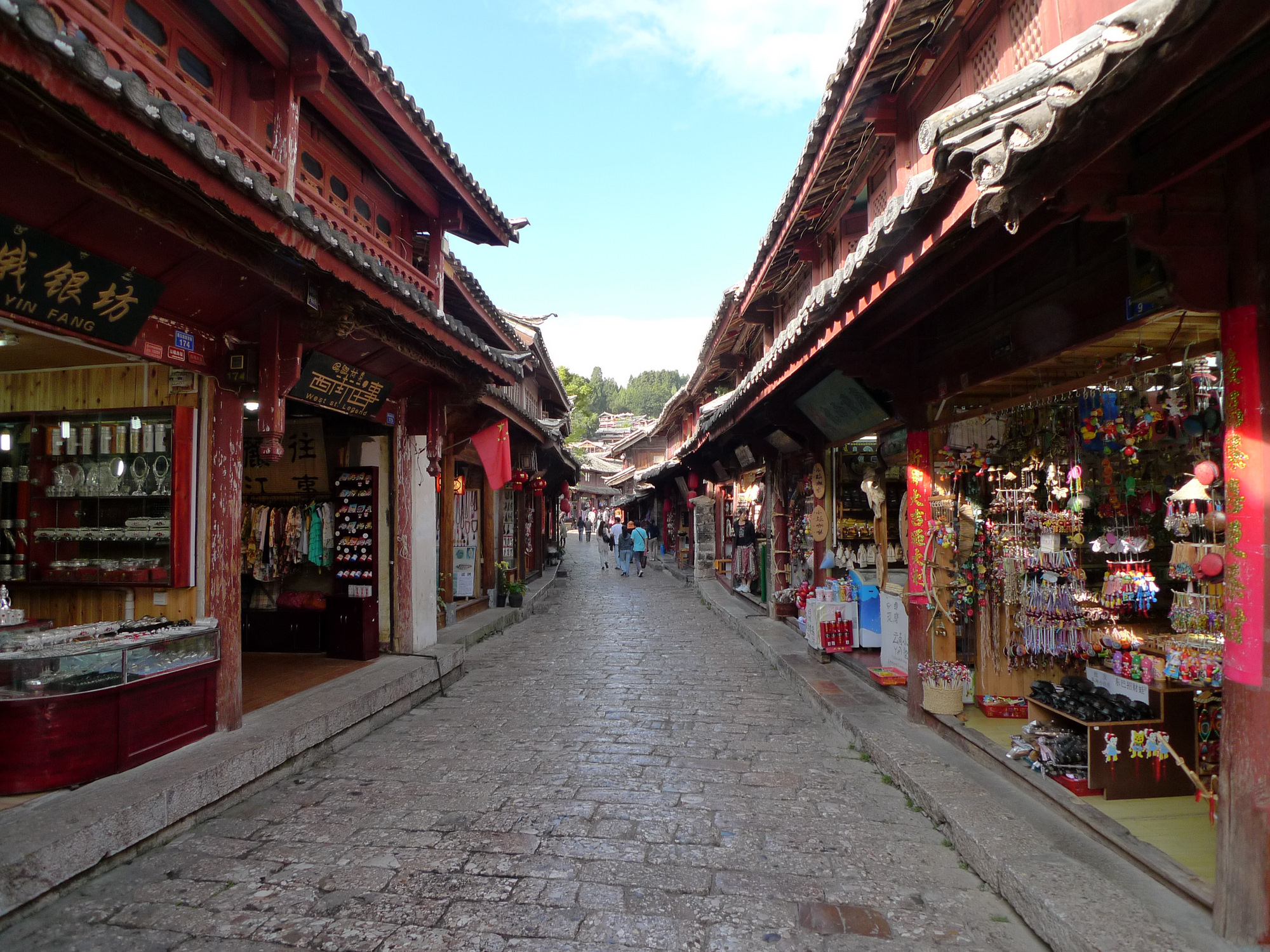
丽江古城茶马古道
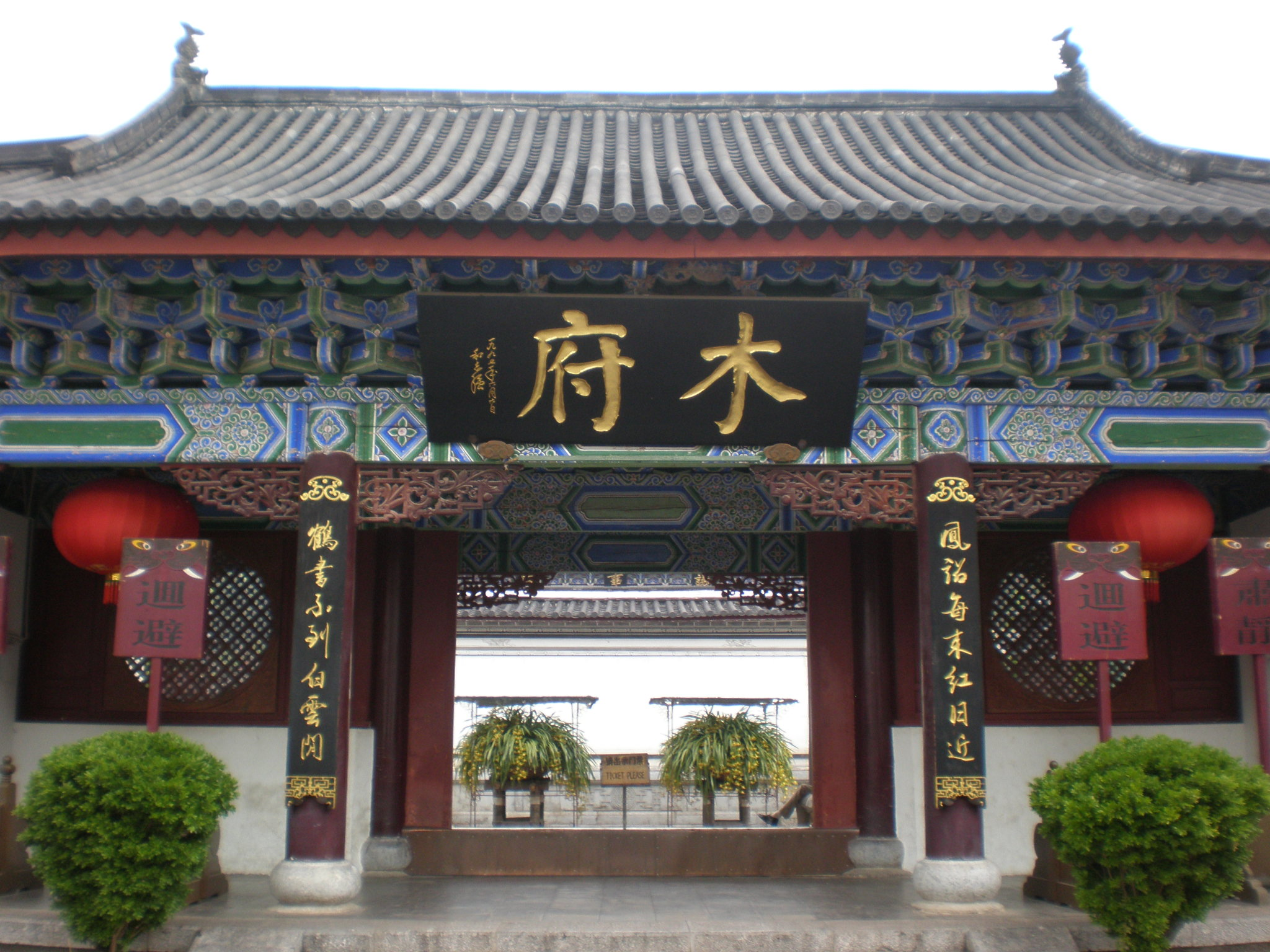
木府
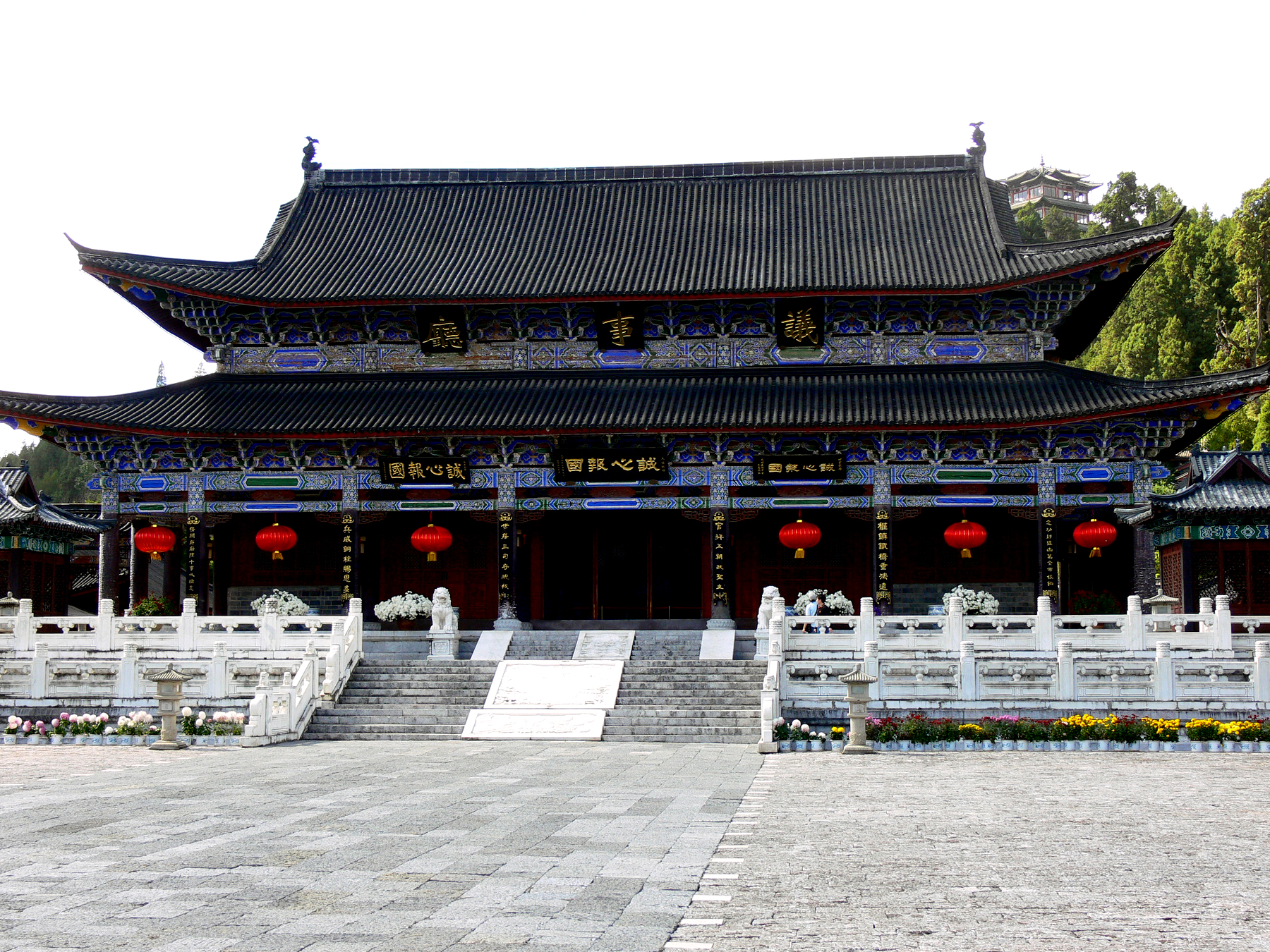
木府议事厅
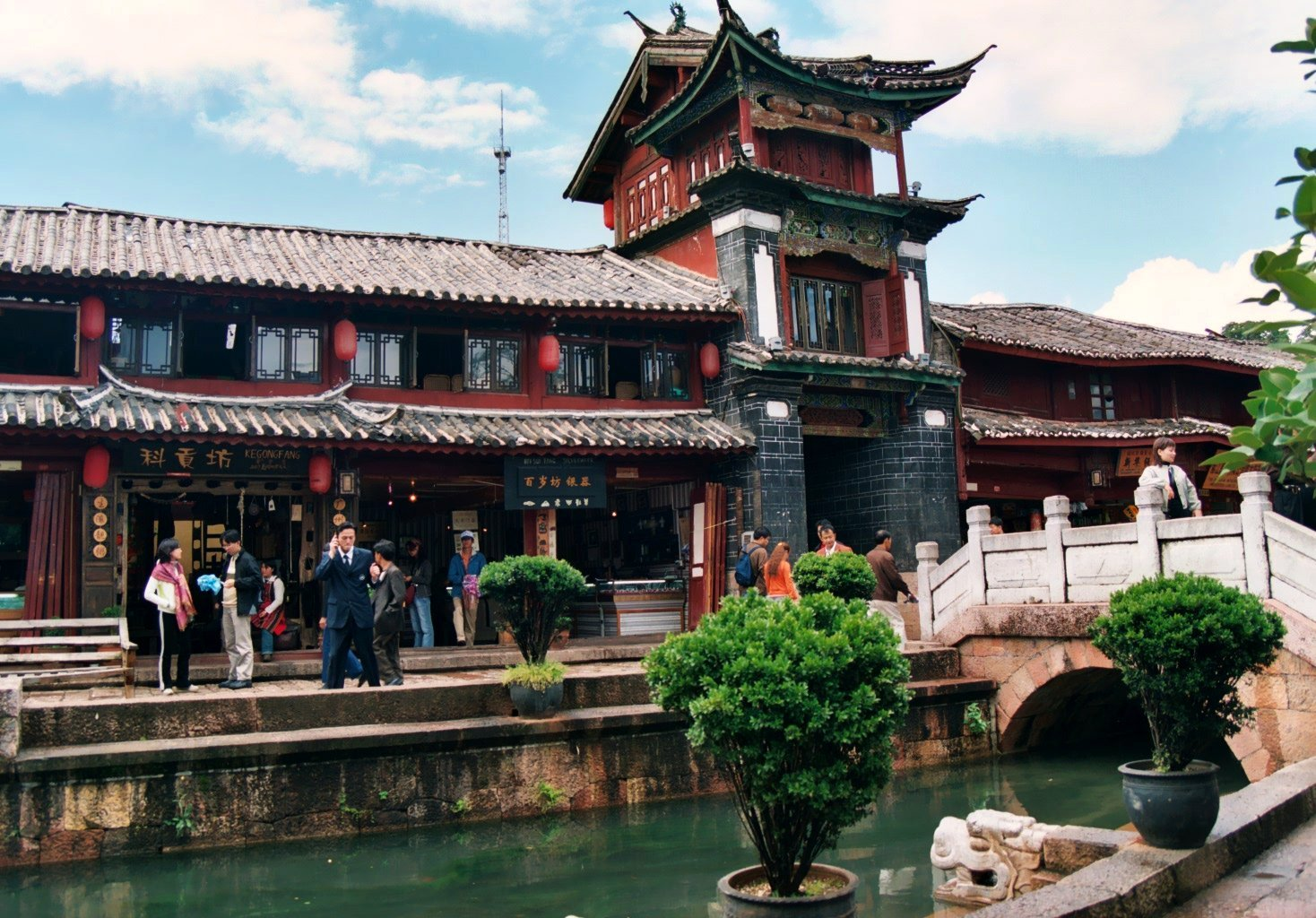
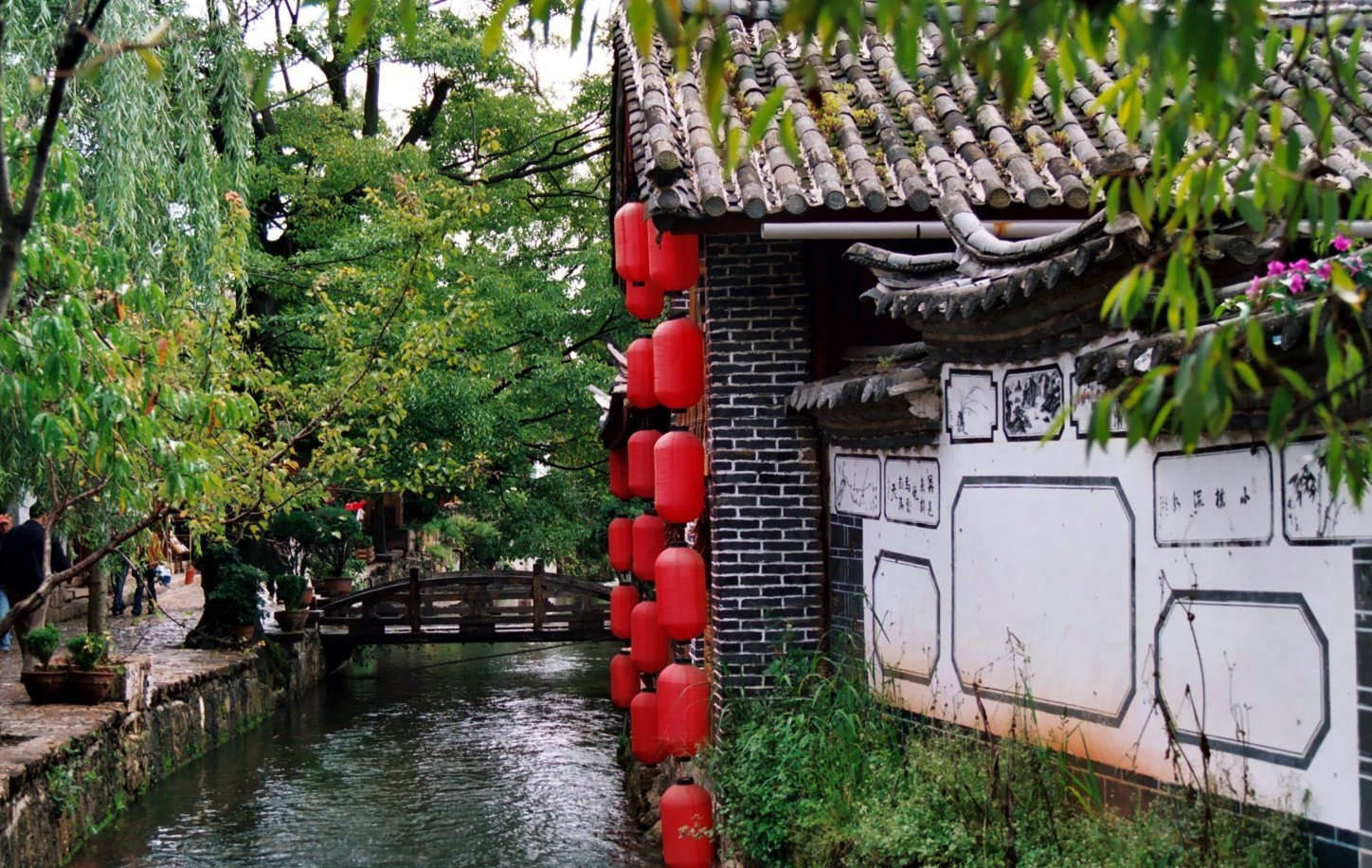
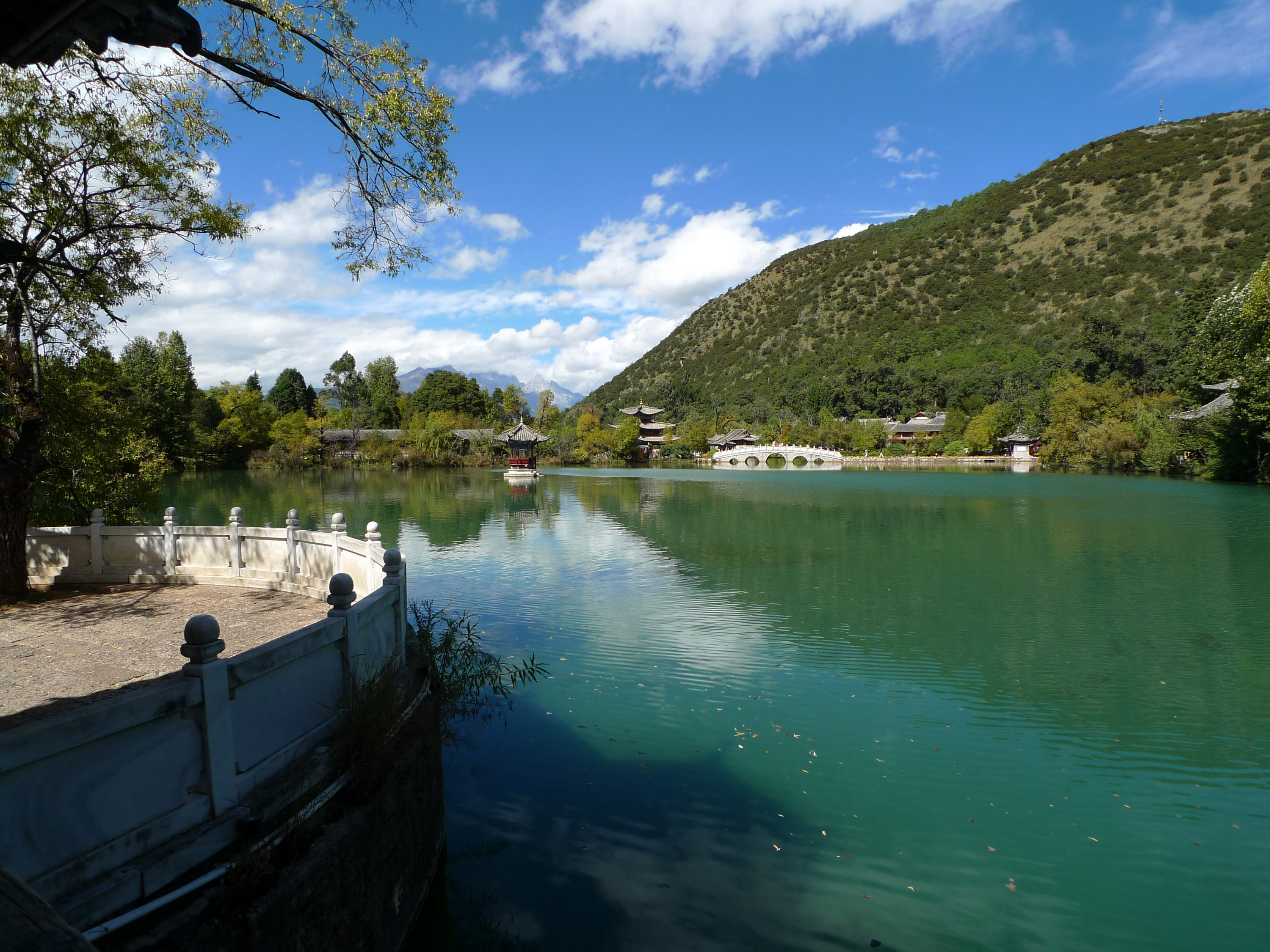
丽江黑龙潭公园
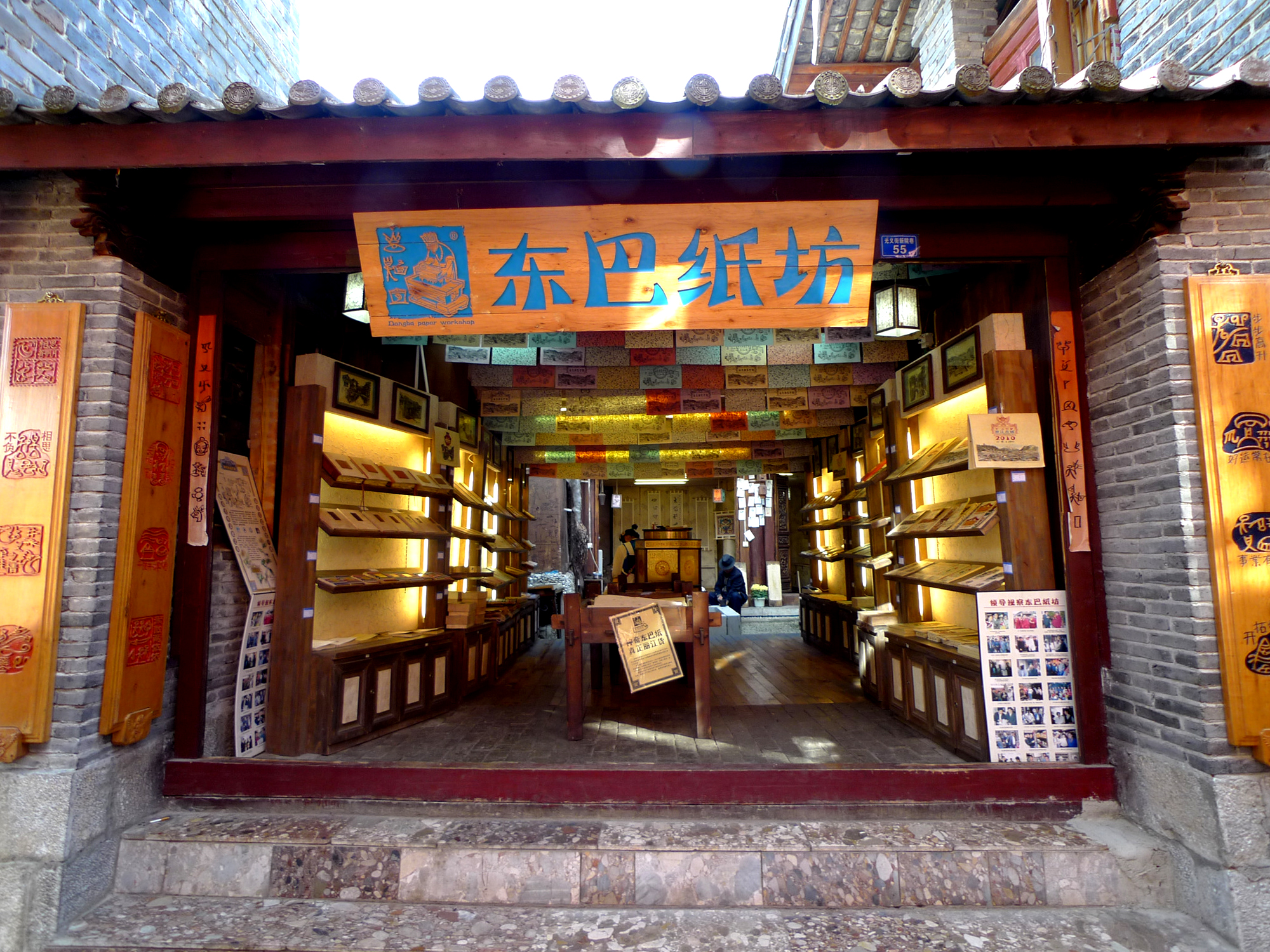
丽江东巴纸坊
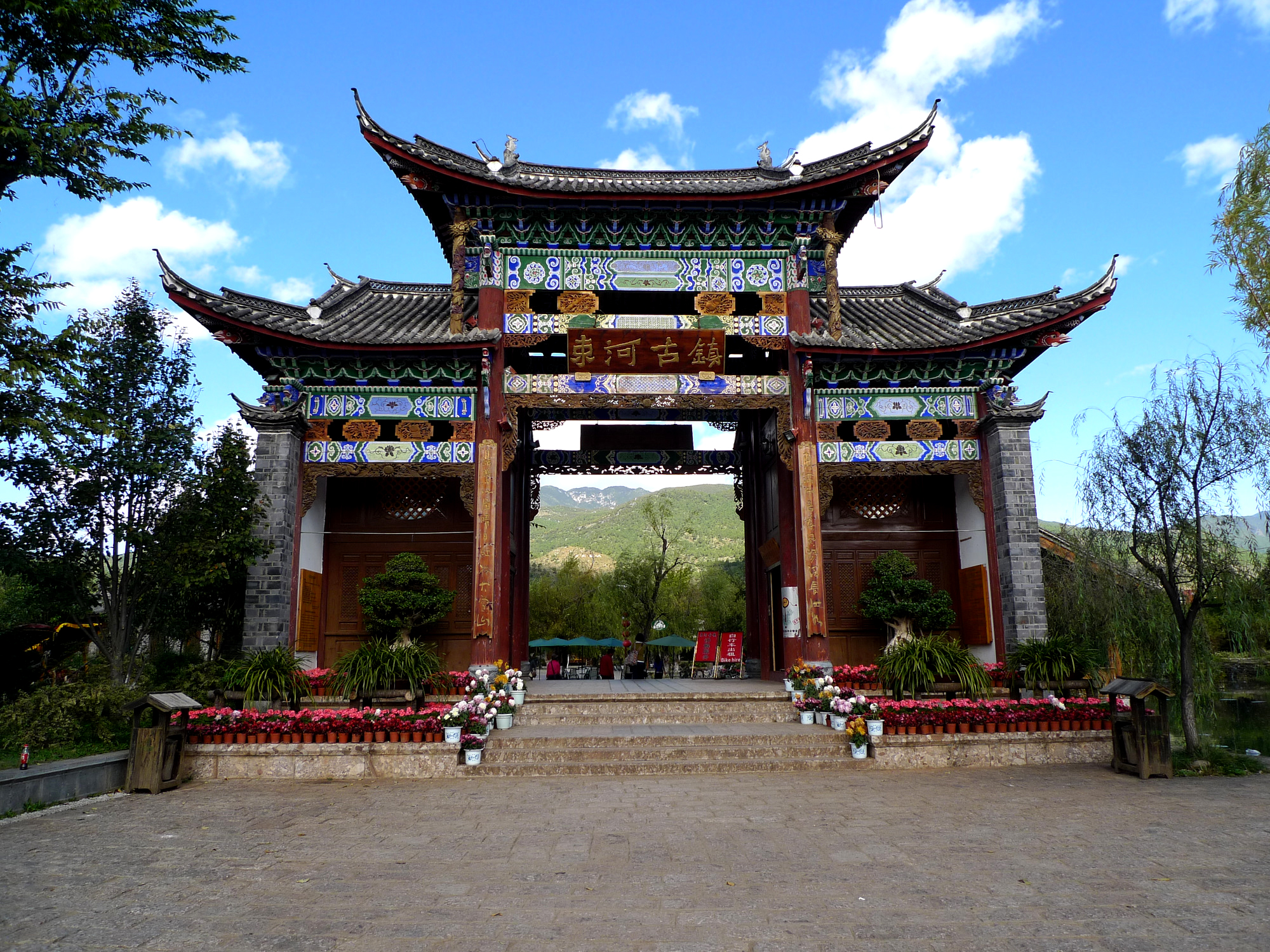
丽江束河古镇
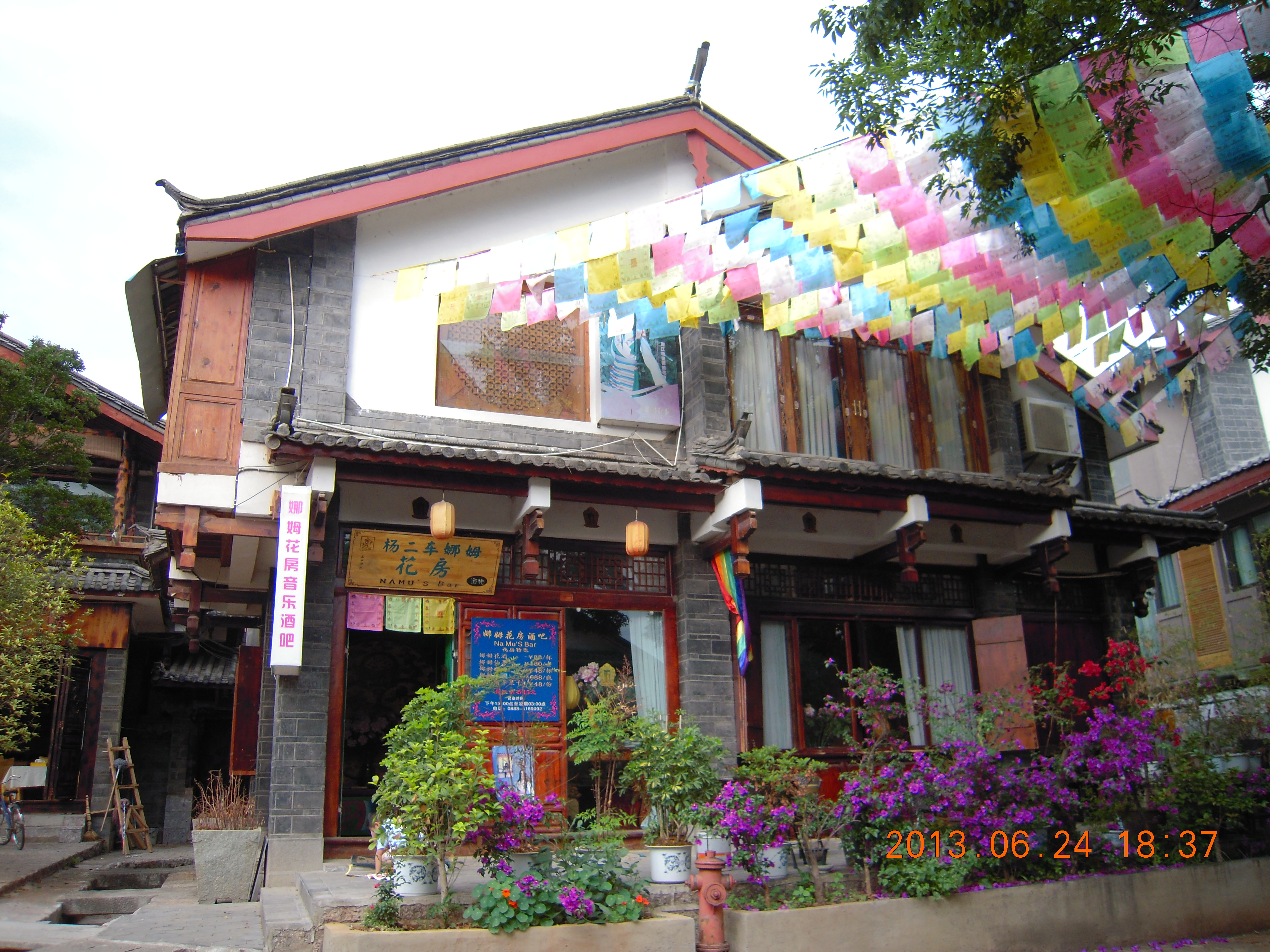
杨二车娜姆花房酒吧
白沙古鎮